# Cole Konrad
Cole Konrad (Appleton - Wisconsin, 2 de Abril de 1984) é um ex-lutador de mma estadunidense. Com um cartel de 9 vitórias e nenhuma derrota, ele é um dos poucos lutadores de MMA que encerraram suas carreiras invictos na modalidade.

## Carreira
Antes de ingressar no MMA, Konrad foi duas vezes campeão nacional de wrestling.
No MMA, Konrad teve uma carreira de apenas 2 anos, tendo feito, neste período, 9 lutas e vencido todas. Neste tempo, ele foi campeão do Bellator, e era junto a Daniel Cormier, a maior promessa dos pesos pesados.
Com apenas 28 anos, o peso-pesado Cole Konrad deixou o MMA, e seu título, sem nenhuma derrota, para trabalhar no mercado financeiro.
Em outubro de 2010, ele venceu a final do Grand Prix peso-pesado do Bellator (após finalizar Neil Grove, na final do Bellator 32) e se tornou o primeiro campeão da categoria dentro da organização. Sua única defesa de cinturão aconteceu em maio de 2012, quando finalizou Eric Prindle no Bellator 70, com apenas um minuto de combate. De acordo com a imprensa americana, ele chegou a ganhar US$ 100 mil (R$ 201.920,00) neste combate.

### Conquistas

#### MMA
Bellator Fighting Championships
- Primeiro Campeão peso-pesado do Bellator
- Vencedor do Torneio: Bellator Season 3 Heavyweight Tournament

Fight Matrix
- 2010 Rookie of the Year

#### Wrestling Amador
International Federation of Associated Wrestling Styles
- Medalhista de Bronze - 2007 Sunkist Kids International Open Senior Greco-Roman
- Medalhista de Ouro - 2005 Pan American Championships Senior Freestyle

International University Sports Federation
- Medalhista de Bronze - 2006 FISU World University Championships Freestyle

USA Wrestling
- Vice-Campeão - USA Senior Freestyle National Championship (2007)
- Campeão - USA University Freestyle National Championship (2006)
- Campeão - USA University Folkstyle National Championship (2003)
- Campeão - USA Junior Freestyle National Championship (2002)
- Campeão - USA Junior Greco-Roman National Championship (2002)
- Campeão - ASICS Tiger High School All-American First Team (2002)
- Vice-Campeão - USA Junior Greco-Roman National Championship (2001)
- Vice-Campeão - Northern Plains Junior Freestyle Regional Championship (2001)
- Campeão - Northern Plains Junior Greco-Roman Regional Championship (2001)
- Campeão - 2004 South Regional Olympic Team Trials Qualifier Senior Greco-Roman
- Campeão - 2003 FILA Junior Freestyle World Team Trials
- Campeão - 2003 FILA Junior Greco-Roman World Team Trials

National Collegiate Athletic Association
- Bicampeão - NCAA Division I Collegiate National Championship (2006, 2007)
- Campeão - NCAA Division I Collegiate National Championship Runner-up (2005)
- Tetracampeão - NCAA Division I All-American (2004, 2005, 2006, 2007)
- Tricampeão - Big Ten Conference Championship (2005, 2006, 2007)
- Campeão - Big Ten Jesse Owens Male Athlete of the Year (2007)

Wisconsin Interscholastic Athletic Association
- Campeão - WIAA Division II High School State Championship (2002)
- Campeão - WIAA Division II All-State (2002)
- Campeão - Valley 8 Conference Championship (2002)
- Campeão - WIAA Division I All-State (2001)

### Cartel
| Total   | Total       | 9 Vitórias | 0 Derrota |
| ------- | ----------- | ---------- | --------- |
| 9 Lutas | Nocaute     | 1          | 0         |
| 9 Lutas | Finalização | 3          | 0         |
| 9 Lutas | Decisão     | 5          | 0         |

| Res. | Cartel | Oponente         | Método                  | Evento                    | Data                    | Round | Tempo | Local                                     | Notas                                                                                            |
| ---- | ------ | ---------------- | ----------------------- | ------------------------- | ----------------------- | ----- | ----- | ----------------------------------------- | ------------------------------------------------------------------------------------------------ |
| Win  | 9–0    | Eric Prindle     | Submission (kimura)     | Bellator 70               | 25 de maio de 2012      | 1     | 1:00  | New Orleans, Louisiana, United States     | Defended Bellator Heavyweight Championship.                                                      |
| Win  | 8–0    | Paul Buentello   | Decision (unanimous)    | Bellator 48               | 20 de agosto de 2011    | 3     | 5:00  | Uncasville, Connecticut, United States    | Non-title bout.                                                                                  |
| Win  | 7–0    | Neil Grove       | Submission (keylock)    | Bellator 32               | 14 de outubro de 2010   | 1     | 4:45  | Kansas City, Missouri, United States      | Bellator Season 3 Heavyweight Tournament Final; Won inaugural Bellator Heavyweight Championship. |
| Win  | 6–0    | Damian Grabowski | Decision (unanimous)    | Bellator 29               | 16 de setembro de 2010  | 3     | 5:00  | Milwaukee, Wisconsin, United States       | Bellator Season 3 Heavyweight Tournament Semifinal.                                              |
| Win  | 5–0    | Rogent Lloret    | Decision (unanimous)    | Bellator 25               | 19 de agosto de 2010    | 3     | 5:00  | Chicago, Illinois, United States          | Bellator Season 3 Heavyweight Tournament Quarterfinal.                                           |
| Win  | 4–0    | John Orr         | Decision (unanimous)    | Bellator 22               | 27 de junho de 2010     | 3     | 5:00  | Kansas City, Missouri, United States      |                                                                                                  |
| Win  | 3–0    | Pat Bennett      | Decision (unanimous)    | Bellator 17               | 6 de maio de 2010       | 3     | 5:00  | Boston, Massachusetts, United States      |                                                                                                  |
| Win  | 2–0    | Joel Wyatt       | TKO (punches)           | Matrix Fights 1           | 27 de fevereiro de 2010 | 1     | 2:23  | Philadelphia, Pennsylvania, United States |                                                                                                  |
| Win  | 1–0    | Gary Hamen       | Submission (neck crank) | Max Fights 8: Elimination | 23 de janeiro de 2010   | 1     | 1:13  | Fargo, North Dakota, United States        |                                                                                                  |